# 神撫手
『神撫手』（かんなで）は、堀部健和による日本の漫画。『週刊少年ジャンプ』（集英社）において、2003年43号から2004年3号まで連載された。単行本は全2巻。
この作品は、彰人が名画泥棒を行う少年怪盗編、他の能力者とバトルを行う能力バトル編、能力を活かして依頼を引き受ける何でも屋を行う探偵編、世界観説明編の4部に分かれる。

## あらすじ
神の手（ゴッドハンド）と呼ばれる名画泥棒の速馬彰人は、失踪した母の描いた作品を盗んでいた。ある日、闇市場の売人に捕まり絶体絶命の彰人の右手に奇妙な文様が浮かび上がる。

## 登場人物
速馬彰人（はやま あきと）
本作の主人公で、神の手と呼ばれる名画泥棒の少年。一人称は「俺」。6年前に母と別離し、作中では鴨川の家に居候中である。幻術を見せる神撫手を使う。ただし、1日に1回しか能力は使えない。6月19日生まれの13歳。素手で触ったり雨に打たれるままにしたりと、盗んだ絵の扱い方は非常に乱暴。
速馬春栄（はやま はるえ）
彰人の母で、パスティッシュ職人だった。6年前、榊原の脅しにより軟禁状態になり、贋作を描き続け、3年前に病で他界した。作品に「To Akito」と隠しサインを入れていた。
鴨川文（かもがわ ふみ）
通称「鴨婆」。春栄に頼まれて6年前に彰人を拉致し、大泥棒に育てた張本人である。人間離れした能力を持つが、ホストや美男子に目がなく、ホスト通いのために借金を繰り返し、総額3400万円の多重多額債務者となっている。毎回彰人にしぼられるが全く懲りない。
五十嵐楓花（いがらし ふーか）
五十嵐興産の前社長の孫で、両親を亡くしている少女。年齢の割に賢く、PCにも精通している。後に鴨川の家に身を寄せる。鴨婆の借金をチャラにした事がある。
蒼眼（そうま）
水を操る神撫手を持つ長髪の少年。失くした自分の記憶を探している。自分の母親に殺されかけた過去を持つ。
志羽為陽二郎（しばため ようじろう）
世界を制する男。ＩＴ業界の覇者。
勝川春花（かつかわ はるか）
彰人の実の伯母で、春栄の双子の姉。触れるだけで人を殺せる神撫手を持つ。
勝川英二（かつかわ えいじ）
春花の息子で、彰人の従弟。

## 単行本
1. 神撫手　ISBN 978-4-08-873567-2
2. 神撫手　ISBN 978-4-08-873588-7　　併録：神撫手(読切版)、神掌呪